# عماد (موشک)
عماد نخستین موشک بالستیک میان برد ایران است که قابلیت هدایت و کنترل تا لحظه اصابت به هدف را دارد. خبر ساخت و آزمایش این موشک نخستین بار توسط حسین دهقان وزیر دفاع ایران در ۱۹ مهر ۱۳۹۴ منتشر شد.
به گفته وزیر دفاع ایران، عماد اولین موشک دوربرد قابل کنترل و هدایت شونده ایران است که تا لحظه برخورد به هدف کنترل‌پذیر است و طراحی و ساخت این موشک توسط متخصصان وزارت دفاع و پشتیبانی نیروهای مسلح صورت گرفته‌است. برخی منابع از جمله خبرگزاری مهر مدعی هستند که از این موشک جهت حمله به اسراییل استفاده شده است .

## نامگذاری
مسئولان ایرانی که معمولاً اسامی ادوات نظامی را از نام‌های اسلامی انتخاب می‌کنند دربارهٔ نام ""عماد"" سخنی نگفته‌اند اما روزنامه اخبار لبنان، می‌گوید این نامگذاری به گونه‌ای اشاره به رزمنده لبنانی عماد مغنیه است.البته نام عماد به معنی ستون می‌تواند اشاره به ساخت موشکهایی با این نوع طراحی در آینده و در واقع مدل پایه بودن این موشک نیز است. ژنرال بازنشسته ارتش مصر به نام محمدعلی عبدالله البهلولی دربارهٔ نامگذاری و توان این موشک می‌گوید؛ این همان موشکی است که صهیونیستها و آمریکاییها باید از آن بترسند چون از تمام سامانه‌های پدافندی آنها قطعاً عبور خواهد کرد و همچنین ایران به دنبال ساخت انواع دوربردتر این نوع موشک است.

## مشخصات فنی
برد این موشک را ۱۷۰۰ تا ۲۵۰۰ کیلومتر و درصد خطای آن را یک چهارم خطای شهاب ۳ می‌دانند.

## اظهارنظرها
- حسین دهقان وزیر دفاع جمهوری اسلامی ایران طراحی، ساخت و آزمایش این موشک را یک جهش فناورانه و عملیاتی در حوزه راهبردی ساخت موشک دانست و گفت: ما برای تقویت بنیه دفاعی و توانمندی‌های موشکی خود از کسی اجازه نمی‌خواهیم.[۸]
- یکی از مسئولان آمریکایی در گفتگو با سی ان ان می‌گوید ساخت عماد توسط ایران به معنای زیر پا نهادان قطعنامه ۱۹۲۹ شورای امنیت است.[۹]

اما داود ترخانی این نظر را رد کرده و معتقد است که با قطعنامه ۱۹۲۹منافاتی ندارد.
- «اوزی رابین» کارشناس موشکی اسرائیلی در مورد این موشک جدید به رویترز گفت: «عماد نشانگر جهشی بزرگ در بحث دقت است؛ این موشک در دماغه خود مجهز به سامانه هدایت و کنترل پیشرفته‌ای است.»[۱۰]